# Dunn Gardens
De Dunn Gardens zijn tuinen in de wijk Broadview in Seattle. Sinds 1994 staan deze tuinen in het National Register of Historic Places.

## Geschiedenis
Arthur Dunn kocht in 1914 ongeveer 4 ha bebost land in de huidige wijk Broadview in Seattle. In het beboste gebied zaten open plekken, waar een uitzicht te bezoeken was over de Puget Sound en over de Olympic Mountains.

### Ontwerp
In mei 1915 liet Dunn landschapsarchitect James Frederick Dawson van de "Olmsted Brothers" de tuin ontwerpen. Hij liet datzelfde jaar ook twee huizen ontwerpen. De huizen werden ontworpen door "Bebb and Gould" in de koloniale stijl. Een van deze huizen was het zomerverblijf van Dunn en zijn familie. De huizen hadden beide een eigen oprit. Het huis dat niet als zomerverblijf werd gebruikt was formeler en had dan ook een tennisbaan, een speelhuis voor de kinderen, een omheinde groentetuin, een kippenhok en een garage met daarboven een mini-appartement. Dit huis zou volgens de ontwerpen ook een theehuis krijgen, maar dit plan werd echter nooit gerealiseerd. Het ontwerp van de tuin maakte gebruik van de al bestaande natuuraspecten, waaronder de douglassparren. James Frederick Dawson ontwierp naast de tuin ook de garage, het tennisveld en de groentetuin. Deze werden veelal in het oosten van het grondgebied aangelegd. Dit was om de panorama-uitzichten naar het westen te behouden.
In de lente van 1916 was James Frederick Dawson klaar met de ontwerpen van de tuin. Er werden veel struiken en bolplanten aangeplant, alsook loofbomen. Dunn had tuinieren als hobby en deed daarom veel zelf in de tuin. Uiteindelijk verdwenen in de jaren 30 de uitzichten.

### Na de dood van Dunn
Dunn verbleef met zijn familie elke zomer in het huis tot zijn dood in 1945. Na zijn dood werd de grond verdeeld en werd het zomerhuis in 1949 gesloopt. Er werd op diezelfde plek een nieuw huis gebouwd in dezelfde stijl die het hele jaar was te gebruiken. Ook werden er twee andere huizen bijgebouwd, waarvan één door de zoon van Arthur Dunn. Deze zoon, Edward Bernard Dunn, was voorzitter van de Seattle Arboretum Foundation (1957-1960) en van de American Rhododendron Society (1965-1969). Hij bouwde de garage om tot zijn huis. Edward Bernard Dunn liet meteen toen hij het huis had geërfd een tuin aanleggen, die hij de naam E.B. Dunn Woodland Garden gaf. Hij had een oppervlakte van ongeveer één hectare en lag in de eerdere groentetuin. Edward Bernard Dunn onderhield de tuin tot zijn dood in 1991. In de jaren 90 werd een nieuw uitzicht gecreëerd door een paar douglassparren te verplaatsen.
Het grondgebied is nog steeds in bezit van de familie Dunn.